# ناحیه عقیربات
ناحیه عقیربات (به عربی: ناحیة عقیربات) یک ناحیه در سوریه است که در منطقه سلمیه واقع شده‌است. ناحیه عقیربات ۲۱٬۰۰۴ نفر جمعیت دارد.